# Sclerodontium
Sclerodontium là một chi rêu trong họ Dicranaceae.